# Bengala doce

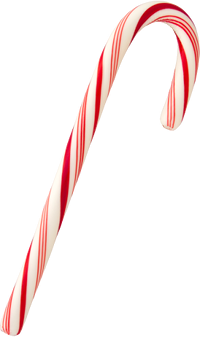
Uma bengala doce tradicional

Bengala doce é um doce originário da Alemanha que tem a forma de uma bengala, muitas vezes associado com a temporada natalina, bem como a Festa de São Nicolau. Ela é, tradicionalmente, branca com vermelho, listrada e aromatizada com hortelã-pimenta, mas pode ser também de uma variedade de cores e sabores. É muito popular no mundo ocidental, graças a seu relacionamento com os climas festivos de Natal.

## Origem
De acordo com o folclore, em 1670, na Colônia, Alemanha, o diretor de coral da Catedral de Colônia, querendo remediar o ruído causado pelas crianças em sua igreja durante apresentações que envolviam a tradição do presépio na véspera de Natal, pediu a um fabricante local de doces que fizesse "palitos de açúcar" para elas. No intuito de justificar a prática de dar doces para as crianças durante o culto, ele pediu ao fabricante de doces para adicionar um formato de bengala, que iria ajudar as crianças a lembrar os pastores que visitaram o menino Jesus. Além disso, ele usou a cor branca, tida como cor da pureza, para ensinar as crianças sobre a crença cristã na vida sem pecado de Jesus. Da Alemanha, bengalas doces se espalharam para outras partes da Europa, onde eram entregues durante peças teatrais sobre o nascimento de Jesus no presépio. Assim, de acordo com esta lenda, a bengala doce foi associada com o Quadra Natalícia.